# 히라카타시
히라카타시(일본어: 枚方市)는 일본 오사카부 북동부의 교토부·나라현 경계에 있는 시이다. 2001년 4월 1일에 특례시가 되었다.
교카이도의 역참 마을이며 일찍이 기타카와치군의 군청이 있는 기타카와치 지구의 핵심 도시로 발전했다. 칠석 전설이나 국화 인형전으로 알려져 있으며 간사이 외국어대학을 포함한 6개 대학이 위치해 있다. 풍부한 문화와 교육, 스포츠가 번성하는 것이 특징이다.
서부는 게이한 전기 철도 게이한 본선, 동부는 JR 가타마치선이 교바시역, 기타신치역, 아마가사키역을 연결하고 중심부에는 국도 1호선이 지난다. 히라카타시 주변의 재개발로 교토와 오사카를 잇는 핵심 도시로 적합한 시가지를 만드는 것을 목표로 하고 있다.
츠타야 본점이 처음 문을 연 곳이다.

## 지리
오사카시와 교토시의 거의 중간에 해당하는 오사카부의 북동부로 오사카시에서 교토시를 향해 약 20km의 요도강 좌안에 위치한다. 동서 12.0km, 남북 8.7km의 삼각형을 이루고 있고 면적은 65.08km2이다. 동쪽의 이코마 산지와 서쪽으로 흐르는 요도강에 둘러싸여 있고 동부는 이코마 산지에 포함되는 산지이며 중심부에서 서쪽은 오사카평야의 북동단이 되고 있다.

## 역사
- 1889년 4월 1일 - 정촌제 시행으로 맛타군 히라카타정, 사다촌, 가와고에촌, 야마다촌, 마키노촌, 쇼다이촌, 구즈노촌, 쓰다촌, 스가와라촌, 히무로촌이 탄생하였다.
- 1947년 8월 1일 - 시로 승격해 히라카타정이 히라카타시가 되었다. 면적 40.62㎢, 인구 41,041명.
- 1963년 4월 1일 - 국도 170호선이 제정되었다.
- 1970년 4월 1일 - 국도 307호선이 제정되었다.
- 2001년 4월 1일 - 특례시로 지정되었다.
- 2014년 4월 1일 - 중핵시로 지정되었다.

## 교육

### 대학
- 오사카 치과대학
- 간사이 의과대학 교양부
- 간사이 외국어대학
- 간사이 외국어대학 단기대학부
- 세쓰난 대학 약학부
- 오사카 공업대학 정보과학부
- 오사카 국제대학
- 세무 데학 오사카연구소

### 고등학교
- 오사카부립 히라카타 고등학교
- 오사카부립 나가오 고등학교
- 오사카부립 마기노 고등학교
- 오사카부립 고리가오카 고등학교
- 오사카부립 히라카타쓰다 고등학교
- 오사카부립 히라카타나기사 고등학교
- 오사카시립 고등학교
- 게이코 가쿠인 고등학교
- 도가이 대학 부속고등학교

## 교통

### 철도
- 게이한 전기 철도
  - 본선
  - 가타노선
- 서일본 여객철도
  - 가타마치선

### 도로
- 국도 제1호선
- 국도 제168호선
- 국도 제170호선 (일본)(일본어판)
- 국도 제307호선

## 인구
| 연도 | 인구    | ±%     |
| ---- | ------- | ------ |
| 1970 | 217,369 | —      |
| 1975 | 297,618 | +36.9% |
| 1980 | 353,358 | +18.7% |
| 1985 | 382,257 | +8.2%  |
| 1990 | 390,788 | +2.2%  |
| 1995 | 400,144 | +2.4%  |
| 2000 | 402,563 | +0.6%  |
| 2005 | 404,044 | +0.4%  |
| 2010 | 407,978 | +1.0%  |
| 2015 | 404,152 | −0.9%  |
| 2020 | 397,289 | −1.7%  |

## 기후
| 히라카타시의 기후                                            | 히라카타시의 기후 | 히라카타시의 기후 | 히라카타시의 기후 | 히라카타시의 기후 | 히라카타시의 기후 | 히라카타시의 기후 | 히라카타시의 기후 | 히라카타시의 기후 | 히라카타시의 기후 | 히라카타시의 기후 | 히라카타시의 기후 | 히라카타시의 기후 | 히라카타시의 기후 |
| 월                                                           | 1월               | 2월               | 3월               | 4월               | 5월               | 6월               | 7월               | 8월               | 9월               | 10월              | 11월              | 12월              | 연간              |
| ------------------------------------------------------------ | ----------------- | ----------------- | ----------------- | ----------------- | ----------------- | ----------------- | ----------------- | ----------------- | ----------------- | ----------------- | ----------------- | ----------------- | ----------------- |
| 역대 최고 기온 °C (°F)                                       | 17.7 (63.9)       | 22.7 (72.9)       | 25.1 (77.2)       | 31.0 (87.8)       | 33.3 (91.9)       | 36.3 (97.3)       | 39.8 (103.6)      | 39.6 (103.3)      | 37.1 (98.8)       | 34.0 (93.2)       | 26.8 (80.2)       | 25.0 (77.0)       | 39.8 (103.6)      |
| 일평균 최고 기온 °C (°F)                                     | 9.3 (48.7)        | 10.2 (50.4)       | 14.1 (57.4)       | 20.1 (68.2)       | 25.2 (77.4)       | 28.1 (82.6)       | 31.9 (89.4)       | 33.7 (92.7)       | 29.3 (84.7)       | 23.5 (74.3)       | 17.5 (63.5)       | 11.8 (53.2)       | 21.3 (70.3)       |
| 일일 평균 기온 °C (°F)                                       | 4.9 (40.8)        | 5.5 (41.9)        | 8.9 (48.0)        | 14.4 (57.9)       | 19.4 (66.9)       | 23.1 (73.6)       | 27.1 (80.8)       | 28.3 (82.9)       | 24.3 (75.7)       | 18.4 (65.1)       | 12.5 (54.5)       | 7.2 (45.0)        | 16.2 (61.2)       |
| 일평균 최저 기온 °C (°F)                                     | 1.0 (33.8)        | 1.3 (34.3)        | 4.2 (39.6)        | 9.1 (48.4)        | 14.4 (57.9)       | 19.1 (66.4)       | 23.4 (74.1)       | 24.4 (75.9)       | 20.4 (68.7)       | 14.2 (57.6)       | 8.1 (46.6)        | 3.2 (37.8)        | 12.0 (53.6)       |
| 역대 최저 기온 °C (°F)                                       | −6.2 (20.8)       | −7.1 (19.2)       | −4.4 (24.1)       | −1.1 (30.0)       | 3.2 (37.8)        | 9.0 (48.2)        | 15.3 (59.5)       | 16.4 (61.5)       | 9.4 (48.9)        | 3.1 (37.6)        | −0.6 (30.9)       | −3.9 (25.0)       | −7.1 (19.2)       |
| 평균 강수량 mm (인치)                                        | 49.8 (1.96)       | 61.6 (2.43)       | 106.2 (4.18)      | 102.4 (4.03)      | 139.1 (5.48)      | 194.2 (7.65)      | 183.8 (7.24)      | 142.5 (5.61)      | 158.6 (6.24)      | 136.7 (5.38)      | 70.5 (2.78)       | 53.0 (2.09)       | 1,389.5 (54.70)   |
| 평균 강수일수 (≥ 1.0mm)                                      | 5.5               | 6.7               | 9.6               | 9.7               | 10.0              | 12.0              | 11.7              | 8.6               | 10.2              | 8.9               | 6.6               | 6.2               | 105.1             |
| 평균 월간 일조시간                                           | 135.0             | 128.7             | 161.2             | 184.4             | 193.4             | 141.7             | 155.9             | 204.9             | 153.9             | 158.1             | 143.2             | 139.9             | 1,912.2           |
| 출처: 일본 기상청 (평년값: 1991년~2020년, 극값: 1977년~현재) |                   |                   |                   |                   |                   |                   |                   |                   |                   |                   |                   |                   |                   |

## 자매결연도시
- 오스트레일리아 로건
  - 1995년 3월
- 일본 가가와현 시오노에정(현 다카마쓰시)
  - 1987년 2월
- 일본 고치현 나카무라시(현 시만토시)
  - 1974년 4월
- 일본 오키나와현 나고시
  - 1997년 7월
- 일본 홋카이도 벳카이정
  - 1987년 2월
- 일본 홋카이도 오타키촌, 나라현 덴카와촌, 나가사키현 하사미정
  - 1999년 7월 시민 교류 도시 선언
- 중화인민공화국 상하이시 창닝구
  - 1987년 12월
- 대한민국 전라남도 영암군
  - 2008년 3월

## 같이 보기
- 구다라오 신사(百濟王神社, 히라카타시 소재)
- 백제사(百済寺, ja:百済寺 (広陵町), 일본 나라현 기타카쓰라기군 고료정)